# Прокшино
Прокшино (біл. Прокшына) — село в складі Оршанського району розташоване в Вітебської області Білорусі. Село підпорядковане Зубревіцькій сільській раді.
Веска Прокшино розташована на півночі Білорусі, у південній частині Вітебської області.